# Lola Mora
Dolores Candelaria Mora Vega de Hernández ou Dolores Mora , mais conhecida como Lola Mora (São Miguel de Tucumã ou El Tala, província de Salta segundo outras versões, 17 de novembro de 1866 – Buenos Aires, 7 de junho de 1936) foi uma escultora argentina que também incursionou no urbanismo, mineração e  artes visuais. Destacou-se em espaços geralmente proibidos às mulheres de sua época e foi a escultora argentina mais aclamada e discutida nos últimos anos do século XIX e começo do século XX. Sua obra mais conhecida é a Fonte das Nereidas, denominada popularmente como Fonte conjunto escultórico de mármore de Carrara inaugurada em 21 de maio de 1903 no Paseo de Julio de Buenos Aires.
Entre as homenagens que recebeu está a instituição do 17 de novembro, data de seu nascimento, como Dia Nacional do Escultor e das Artes Plásticas realizado pelo Congresso da Nação Argentina e a criação em 1998 dos Prêmios Lola Mora a entregues pela Diretoria Geral da Mulher da cidade de Buenos Aires aos meios de comunicação que transmitam uma imagem positiva da mulher que rompa com os estereotipos de género, promovam a igualdade de oportunidades e os direitos das mulheres.

## Biografia

### Infância e adolescência
Seu local de nascimento é controverso: os saltenhos alegam que  Mora nasceu em El Tala, uma localidade do sul da província de Salta a muito poucos quilômetros da província de Tucumã, onde viviam seus pais; os tucumanos se baseiam que ela foi batizada em Trancas (22 de junho de 1867) no norte da província de Tucumã, e que a escultora sempre se reconheceu tucumana.

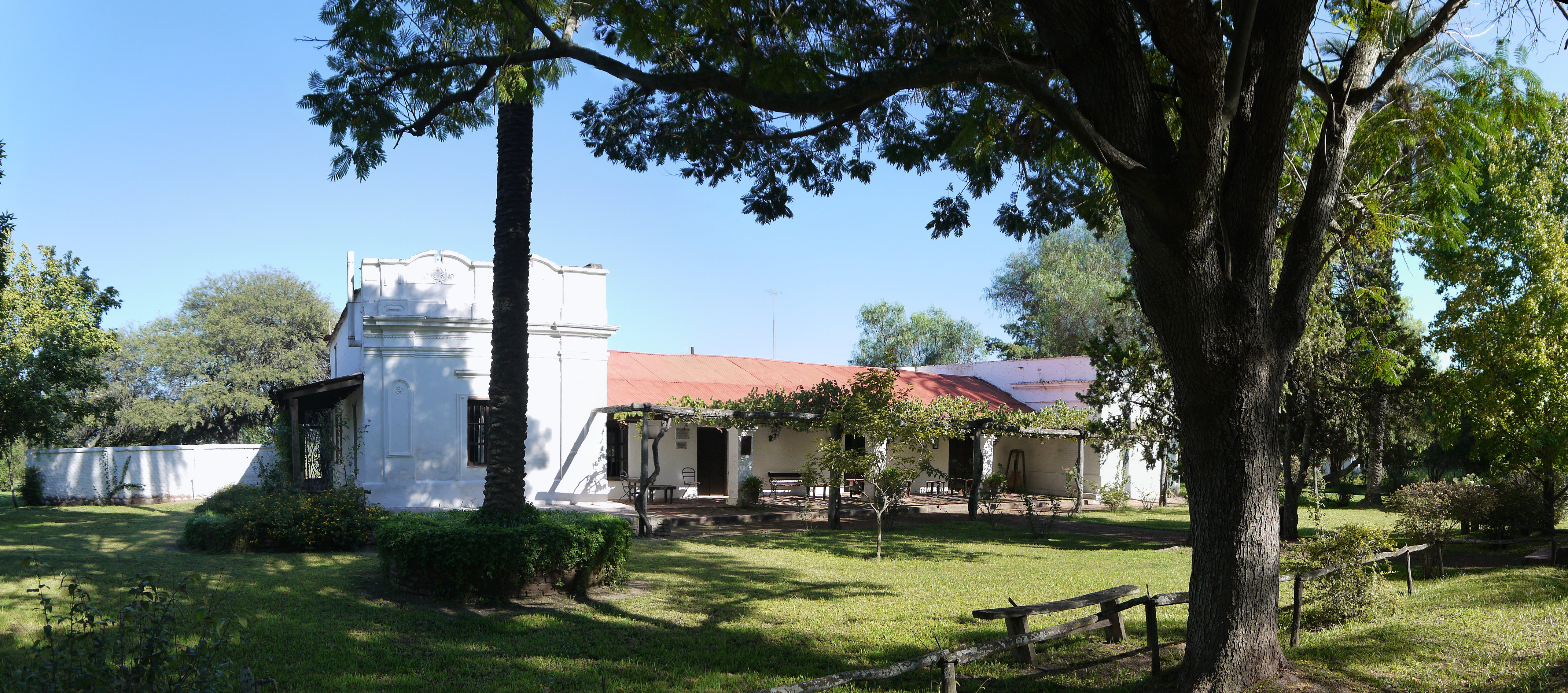
Casa natal de Lola Mora

Seu pai era Romualdo Alejandro Mora Mora, um comerciante e fazendeiro de origem catalã, proprietário de algumas estâncias na zona tucumano-saltenha e de uma casa na cidade de São Miguel de Tucumã. Estudou no colégio Nuestra Señora del Huerto , em São Miguel de Tucumã.
Em 1857 chegou à localidade saltenha de El Tala. Casou-se em 16 de março de 1859 na paróquia de San Joaquín de Trancas,  na província de Tucumã com Regina Vega Sardina, uma estanciera saltenha nascida no povoado.
Lola Mora (Dores Candelaria Mora Vega) foi a terceira de sete irmãos: três homens e quatro mulheres. Em 1870, quando tinha quatro anos, sua família decidiu se instalar na cidade de São Miguel de Tucumã. Em agosto de 1874, aos sete anos de idade, começou seus estudos no Colégio Sarmiento, uma exclusiva  escola laica dessa cidade, onde se destacou como aluna. Em setembro de 1885, quando Lola tinha 18 anos, seus pais faleceram, ela de pneumonia e, dois dias depois, ele, de um infarto.

### Início na arte
Em 1887 chegou a São Miguel de Tucumã para dar aulas o pintor italiano Santiago Falcucci (1856-1922) e Lola foi uma de suas alunas. Foi assim que iniciou-se em pintura, desenho e retrato e aprendeu sobre o neoclasicismo e o romantismo italiano, estilos que marcaram sua obra; começou a fazer retratos de personalidades da sociedade tucumana com os quais pôde financiar suas outras obras.
Animada por seu sucesso, fez um retrato à lápis  do governador de Salta, Delfín Leguizamón e seu trabalho foi tão perfeito que seu professor Falcucci disse: "Era a cópia de uma fotografia, mas tinha um caráter todo próprio, de individual na feitura".
Para os festejos do 9 de julho de 1894, Lola pintou uma coleção de vinte retratos a lápis dos governadores de Tucumã desde 1853 que foram adquiridos pela legislatura da província por cinco mil pesos. Já era uma artista conhecida em Tucumã quando em 1895 viajou a Buenos Aires a procura de uma bolsa para aperfeiçoar seus estudos na Europa, que lhe foi concedida pelo presidente José Evaristo Uriburu em 3 de outubro de 1896 consistente numa subvenção mensal de cem pesos de ouro por dois anos.

### Primeiros passos na escultura

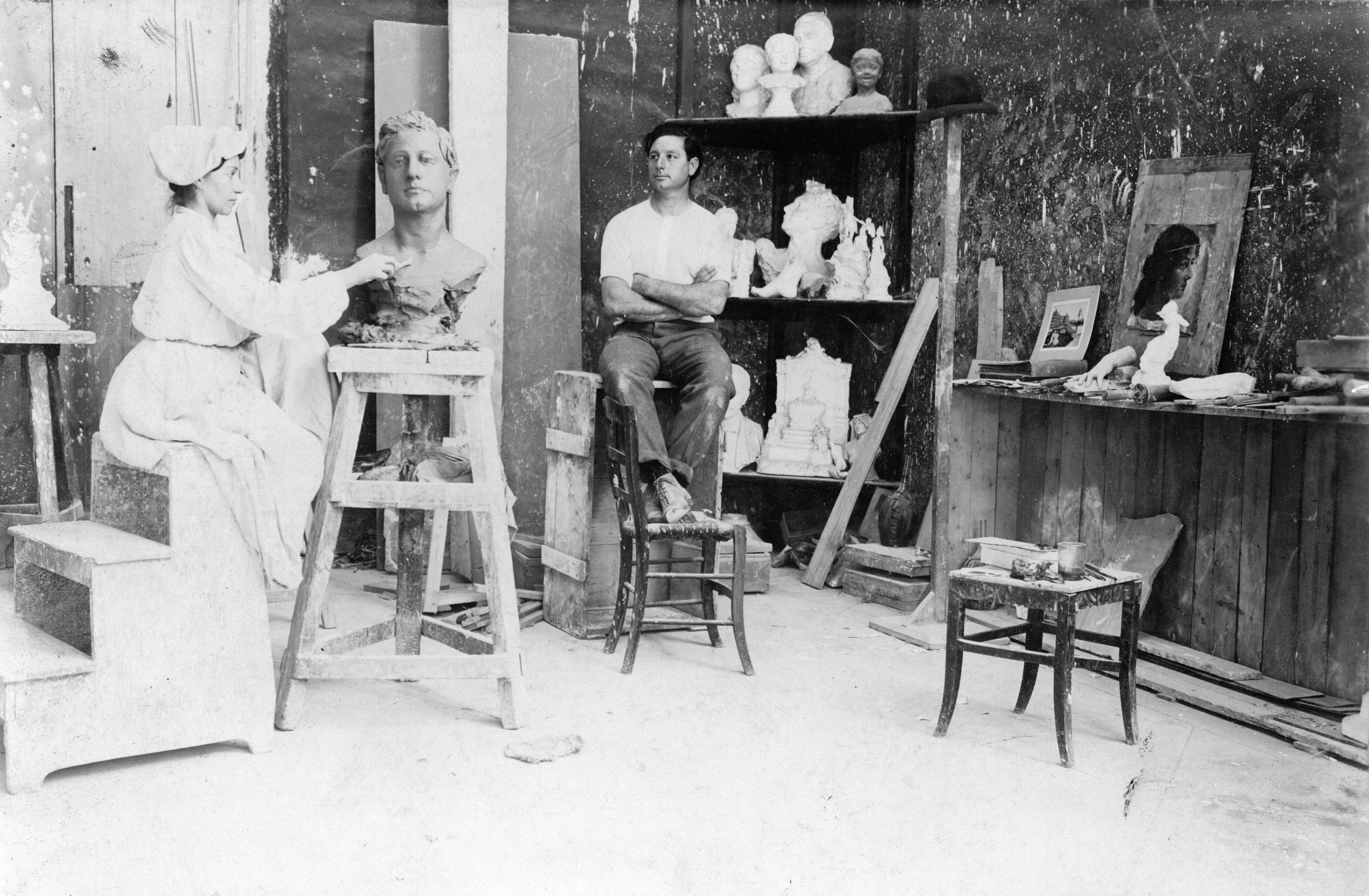
Lola Mora em sua oficina trabalhando com um modelo, 1903. Arquivo Geral da Nação

Instalada em Roma em 1897, foi aluna do pintor Francesco Paolo Michetti (1851-1929), que se dedicava à pintura e a fotografia e tinha sido escultor em sua juventude, aprendeu a arte de trabalhar com terracota com o escultor Constantino Barbella (1852-1925) e finalmente decidiu se dedicar plenamente à escultura quando conheceu  outro de seus professores, Giulio Monteverde (1837-1917), mestre no trabalho do mármore. Em Roma instalou sua casa e oficina e viajou com frequência a Buenos Aires levando seus trabalhos.
Durante sua estada na Itália relacionou-se com os círculos artísticos e culturais, nos quais foi muito respeitada, e a imprensa argentina começou a informar sobre seus trabalhos, viagens por Europa, exposições e os prêmios recebidos. Um autorretrato de Lola Mora, em mármore de carrara, foi exibido na Exposição Universal de Paris de 1900 e ganhou uma medalha de ouro. Quando em 1900 voltou à Argentina, precedida por seu sucesso recebeu a encomenda em Tucumã de uma estátua de Juan Bautista Alberdi, lembrou em Salta a fundição de estátuas e relevos comemorativos para o Monumento do 20 de fevereiro e ofereceu ao município de Buenos Aires sua obra mais famosa: a Fonte das Nereidas.

### A provocação do nu

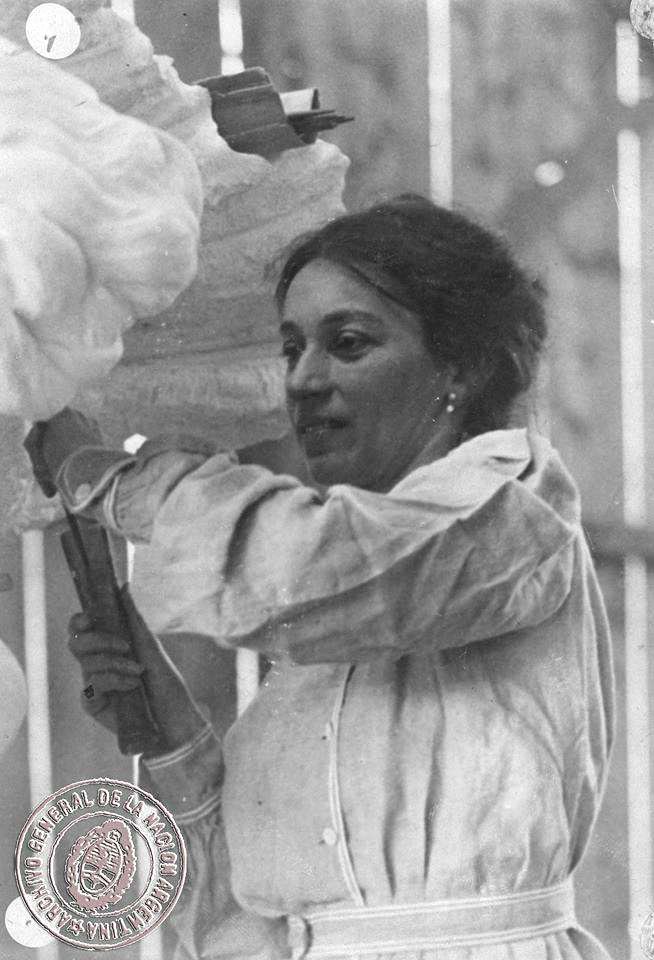
Lola Mora trabalhando na Fonte das Nereidas em sua oficina no Paseo de Julio, 1903. Arquivo Geral da Nação

Lola Mora voltou a seu estúdio em Roma para preparar as encomendas e voltou a Buenos Aires em agosto de 1902 com os blocos das estátuas esculpidas que, ao ser desembaladas, provocou um escândalo.  A sociedade portenha da época considerou que as estátuas mostrando sem recato os corpos nus emergindo triunfalmente das águas eram "licenciosas" e "libidinosas".

### Entre Argentina e Roma
Por esse então lhe ofereceram esculpir uma estátua da rainha Victoria, a ser colocada em Melbourne (Austrália) e do czar Alexandre I em São Petersburgo (Rússia), mas recusou ambas as encomendas encargos porque requeriam adotar a cidadania britânica ou russa, respectivamente.

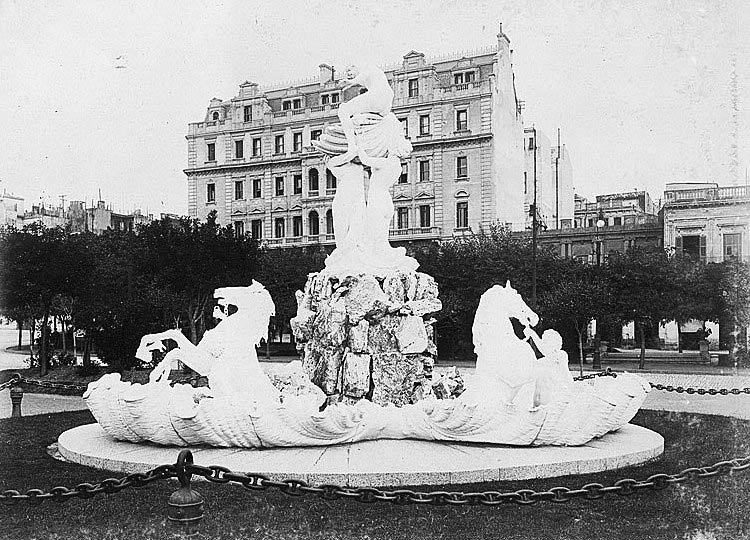
A Fonte das Nereidas em sua antiga localização, a interseção de Passeio de Julio e Cangallo, 1910. Arquivo Geral da Nação

Em seu país encomendaram-lhe um busto do presidente Julio Roca, uma estátua de Aristóbulo do Vale, uma alegoria da independência, dois sobrerelevos para a Casa Histórica de Tucumã e quatro estátuas para decorar o novo edifício do Congresso Nacional; que representariam os presidentes mais célebres dos congressos argentinos históricos: Carlos de Alvear, Francisco Narciso de Laprida, Facundo Zuviría e Mariano Fragueiro. Viajou a Roma e voltou em 1904 com todos os encargos. De maneira constante Mora viajava entre Roma, onde se encontrava seu estúdio, e a Argentina.
A partir de 1910 começa a declinar como escultora. Os atrasos contratuais de seus provedores levaram-na a endividar-se e a hipotecar sua oficina de Roma. Em 1913 inaugurou seu monumento a Nicolás Avellaneda na cidade de Avellaneda na presença do presidente Roque Sáenz Peña, do vice-presidente Victorino da Praça e de seu amigo o ex-presidente Julio Argentino Roca, que morreu um ano depois. Com sua morte Lola perdeu influência e os adversários políticos de Roca passaram-lhe factura.
Em 1915 o Congresso decidiu desmontar suas obras esculturas às quais qualifica de "adefesios horríveis". O deputado Luis Esgote afirmou que: "Não demonstram nossa cultura nem nosso bom gosto artístico". O conjunto dispersou-se entre cinco províncias. Nesse ano Lola Mora vendeu seu palacete romano e retornou definitivamente a Argentina.

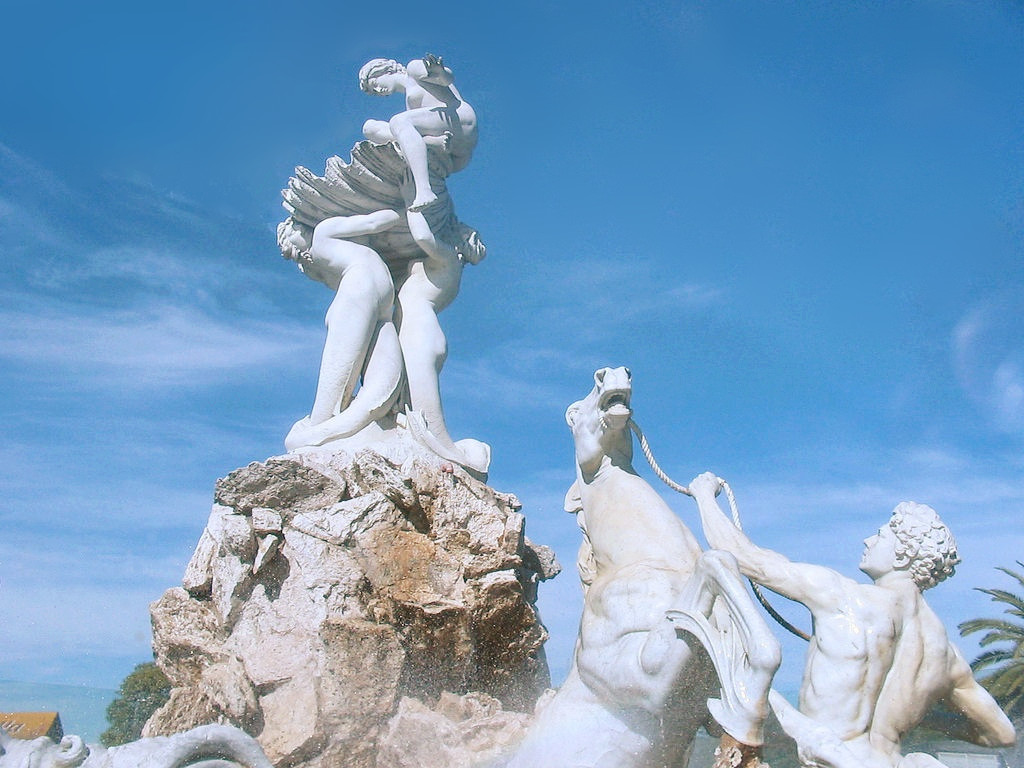
Detalhe da Fonte das Nereidas, a obra mais conhecida da escultora

Em 1918 a prefeitura de Buenos Aires desmontou a Fonte das Nereidas e mandou-a ao ostracismo, reconstruindo-a na Avenida Costanera Sur, onde se localiza atualmente, à entrada da Reserva Ecológica.

### Interesse em novas tecnologias

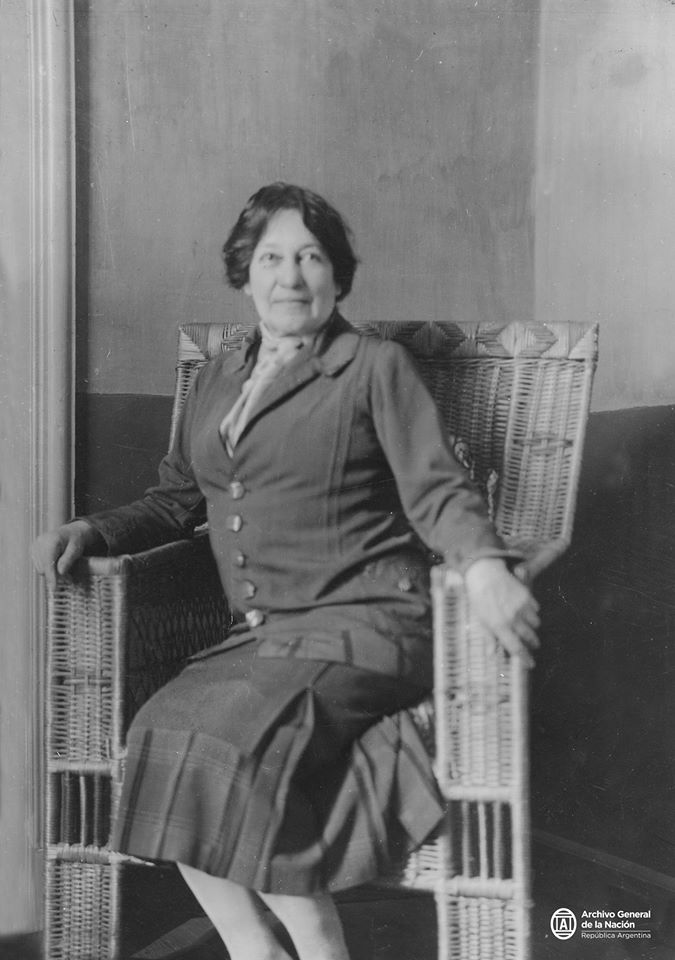
Lola Mora em Salta, circa 1930. Arquivo Geral da Nação.

Curiosa por natureza,aproximou-se de figuras do mundo teatral e, atraída pelo cinema, quis experimentar com cortinas de cor.
Até 1920 abandonou a escultura e impulsionou o dispositivo chamado cinematografía à luz, que permitia ver cinema sem necessidade de escurecer uma sala, mas não conseguiu introduzí-lo no mercado. Viajou ao norte do país empreendendo novos projetos: primeiro a Jujuy onde em 1923 foi nomeada “Escultoar Encarregada de Parques e Jardins e Passeios” e a Salta no final de 1924 para começar explorações geológicas.
Em 1925 o presidente Marcelo T. de Alvear deixou sem efeito a última obra encomendada pelo Estado, o desenho do Monumento à Bandeira. Para reverter o golpe, Mora empreendeu a extração de combustíveis com base na destilação de rochas fósseis (xistos betuminosos) associada a outras pessoas e percorreu infrutiferamente as montanhas de Salta para desenvolver o negócio, perdendo nisso suas poupanças.
Despejada de sua casa e com sua saúde deteriorada, entre 1932 e 1933 retornou a Buenos Aires, sob o cuidado de suas sobrinhas. Custava-lhe caminhar, divagava e perdia o raciocínio. Em 1933 a Sociedade Sarmiento de Tucumã realizou uma mostra em benefício da artista empobrecida. Em 1935,  com a ordem conservadora restaurado, o Congresso aprovou-lhe uma pensão de duzentos pesos mensais.
Em 17 de agosto desse ano Lola Mora sofreu um ataque cerebral que a deixou prostrada até  7 de junho de 1936  quando morreu em Buenos Aires depois de três longos dias de inconsciência, insensibilidade e dificuldade em sua respiração, rodeada das três sobrinhas que a assistiram durante a doença.

## Vida pessoal
Em 22 de junho de 1909, aos quarenta e dois anos casou-se no Registro Civil com Luis Hernández Otero, que tinha 17 anos de idade a menos, filho do ex governador da província de Entre Rios Sabá Zacarías Hernández,que a tinha conhecido no Congresso Nacional, onde era empregado, quando a escultora trabalhava na fachada e inclusive, segundo o pesquisador Oscar Félix Haedo teria sido seu aluno.
A cerimônia religiosa celebrou-se ao dia seguinte na Basílica de Nossa Senhora do Socorro (Buenos Aires). A madrinha foi Rosario Clorinda G. de Avellaneda, esposa de Marco Avellaneda, por sua vez irmão do ex-presidente Nicolás Avellaneda, e o padrinho Manuel Otero Acevedo, único representante da família do noivo dado que sua família desaprovou o casamento por causa da diferença de idade. Tanto na ata civil como na religiosa, Lola Mora figura com uma idade de trinta e dois anos.